# Otterstads församling
Otterstads församling var en församling i Skara stift och i Lidköpings kommun. Församlingen uppgick 2002 i Sunnersbergs församling. 

## Administrativ historik
Församlingen har medeltida ursprung. År 1855 införlivades Senäte församling. I församlingen införlivades omkring 1520 Torsö (Sankt Mariae kapell), 1668 enligt obekräftad uppgift Läckö och Sankt Katarinae (Synnerby) kapellförsamling samt senast 1830 Läckö slottskapell (om det alls varit kapellförsamling).
Församlingen var till 1855 moderförsamling i pastoratet Ottertad och Senäte, även kallat Kållandsö pastorat. Från 1855 till 1962 utgjorde församlingen ett eget pastorat för att därefter till 2002 vara annexförsamling i pastoratet Sunnersberg, Gösslunda, Strö, Rackeby, Skalunda och Otterstad. Församlingen uppgick 2002 i Sunnersbergs församling.

## Kyrkor
- Otterstads kyrka
- Sankta Marie kapell